# Saceruela
Saceruela es un municipio y localidad española de la provincia de Ciudad Real, en la comunidad autónoma de Castilla-La Mancha. El término municipal, que tiene una población de 518 habitantes (INE 2024), es el punto de inicio del trazado histórico del Camino de Guadalupe de Levante.

## Toponimia
Saceruela tiene dos nombres que se atribuyen a la raíz y origen del mismo: “Sacer” y “Sacerral”. Sacer, según el diccionario, es palabra latina que significa Sagrado.
El nombre de esta localidad viene de sacer (sagrado) uela (villa) del latín. La Orden de Calatrava le añadió de Calatrava, por lo que la justicia en 1575 ante un interrogatorio contestó esta villa se llama Saceruela del Campo de Calatrava.

## Símbolos
El escudo municipal de Saceruela fue diseñado por el académico de la Real Academia de la Historia don Ramón Maldonado y Coca. Fue aprobado por el Consejo de Ministros en abril de 1962.
Escudo cortado. Primero, de plata, una Cruz de Calatrava de gules. Segundo, de oro, una traba de sable. Hacen referencia estas armas tanto a su pertenencia a la Orden de Calatrava, en el primer cuartel, como al primer emblema que llevó el municipio. La traba, en recuerdo del Maestre Don Pedro Girón, que la elevó a rango de villa. 
La bandera está gironada en oro y sable con la Cruz de Calatrava en el centro. Fue entregada al municipio por Alicia de Borbon-Parma y Habsburgo-Lorena, infanta de España.

## Geografía
Pertenece a la comarca de Almadén. Limita al norte con el término de Puebla de Don Rodrigo, al sur con los términos de Almadén y Almadenejos, al este con Valdemanco del Esteras y al oeste con Luciana y Abenójar.

## Historia
El pueblo de Saceruela, situado en el Camino de Guadalupe de Levante, era una zona de paso, y en él se cobraba la xoda y el portazgo a los caminantes. La población es antiquísima según Pascual Madoz, anterior a los romanos, y en su entorno hay restos romanos, árabes y visigodos. 
En 1183 el rey Alfonso VIII concedió derechos a la Orden de Calatrava para adehesar las tierras de Saceruela. Se cuenta que el rey Alfonso IX relata en un libro la importancia de Saceruela en la cacería, “es privilegiado por la cantidad y calidad”. El hecho de aparecer en las crónicas del Libro de la Montería, del rey Alfonso XI, detalladas las sierras de Saceruela como muy montuosas y llenas de osos y lobos, se pueden imaginar los motivos del despoblamiento de esta zona donde sólo de situaban escasos asentamientos, siendo al más destacable el de la Hontanilla, donde existía uno de los caños de agua más importantes del pueblo. Este dominio de la naturaleza sobre el hombre dio origen a su nombre “sacer” y “vela”: villa sagrada. Cuentan las Relaciones Topográficas ordenadas por el rey Felipe II en 1575 que Saceruela, y según los lugareños, eran tierras que estaban rodeadas de frondosos bosques donde abundaban los osos y los lobos: “… la leña que se hasta… la traen de la sierra… y que hay mucha copia de osos y lobos… que acontece están 21 vacas heridas de lobos por ser tierra tan montosa…”
Hablan en Saceruela de un poblado antiguo y desconocido al que por nombre lo llaman Esteras, y que se considera el poblado principal, anterior al actual. Los restos hallados de muralla de más de un metro de ancho, en una atalaya de poniente, indican que quizás fueron los restos de los que hablan los lugareños. Restos estos conocidos por “Los Corrales” cerca del también sabido de “Los Castillejos”.
En 1463, Pedro Girón, acompañado por el rey Enrique IV, paraba en Saceruela a su paso hacia Guadalupe, y en este año, el rey le concedió a Saceruela la independencia de Piedrabuena y le dio los anejos de Valdemanco del Esteras y Gargantiel, que fueron de Saceruela hasta la Primera Guerra Carlista, después de la cual el pueblo quedó totalmente destruido, habiendo además quemado todos los archivos, el ayuntamiento y la iglesia, hechos que se atribuyen al capitán Araña o Telaraña posiblemente llamado Juan Ballesteros, que era de Abenójar. De la Orden sólo se salvó el “Libro Mayor de Asientos de Plaza de Caballeros Archicofrades” que custodiado por las familias Herrera y Fernández de Valmayor, registraba el asiento de plaza de los miembros de la Orden desde el siglo XVI, según recordaban todavía a finales del siglo XX sus miembros, no corrió la misma suerte en 1936, siendo quemado en lamentable suceso.
También Cervantes en su universal obra Don Quijote de la Mancha narra el pasaje de la pastora Marcela, que se desarrolla en Saceruela.[cita requerida]
Saceruela se encuentra situado en el extremo sur-occidental de la provincia de Ciudad Real y significó siempre un cruce importante de caminos: Camino de Toledo, Camino de Sevilla, Camino de Portugal y de Guadalupe; atestiguado también por la existencia de un puente romano. Camino de arrieros y peregrinos. Ruta de las majadas y paraíso de los monteros. En los siglos XIX y XX, estos caminos pasaron a ser vías secundarias, por lo que la importancia de la población decayó.
Durante la Guerra de la Independencia Saceruela fue una zona de lucha. Dos años después del fin de las Guerras Carlistas la gente del pueblo lo volvió a reconstruir pero más arriba de donde estaba al principio, que donde ahora están los huertos y la fuente o pilar de la Hontanilla. Debido a la construcción que se produjo, los únicos restos que quedan de edificaciones antiguas son el escudo de la Inquisición, en la casa que se supone de la misma, y la fachada de la casa de los Montoya.
A mediados del siglo XIX, el lugar tenía contabilizada una población de 225 habitantes. La localidad aparece descrita en el decimotercer volumen del Diccionario geográfico-estadístico-histórico de España y sus posesiones de Ultramar de Pascual Madoz de la siguiente manera: 

SACERUELA: v. con ayunt. en la prov. de Ciudad-Real (11 leg.), part. jud. de Almaden (4), aud. terr. de Albacete (42), dióc. de Toledo (24), c. g. de Castilla la Nueva (Madrid 40). sit. á la falda de una pequeña cuesta mirando al O., es de clima frio, reinan los vientos E. y O. y se padecen muchas tercianas: tiene 46 casas: escuela dotada con 1,100 rs. de los fondos públicos, á la que asisten 14 niños; igl. parr. (Ntra. Sra. de las Cruces), con curato de primer ascenso y provision de S. M. á propuesta del Tribunal Especial de las Ordenes Militares, como perteneciente á la de Calatrava, al que son anejos los l. de Valdemanco y Gargantiel; en los afueras 3 ermitas arruinadas con la advocacion de San Gregorio, San Sebastian y la Virgen, y al N. el cementerio. Se surte de aguas potables en una fuente de las inmediaciones y otras en la sierra, aquella algo basta, y estas delgadas. Confina el térm. por N. con el de la Puebla de D. Rodrigo; E. Abenojar; S. Almaden, y O. Valdemanco y Agudo, estendiéndose 2 1/2 leg. de N. á S., otro tanto de E. á O., y comprende la deh. boyal con muchas y buenas encinas y de 1,000 fan. de estension: otra de propiedad particular llamada Esteras de mayor cabida, pero cubierta en su mayor parte de jara y matorrales; los egidos del pueblo y otras tierras de pasto. Le baña el r. Esteras, y los arroyos Fontanilla, de escaso caudal; Carrizo que desemboca en Esteras, y Rio-frio que lo hace en Guadiana. El terreno es montuoso, de sierra, de secano y de inferior calidad. Los caminos, generales, cruzando de E. á O. el de la Mancha á Estremadura, con pasos peligrosos por la frecuencia de malhechores, particularmente, en los sitios llamados Fuente del Corcho, en direccion á Abenojar y Huerta del Rey, en la de Agudo: el correo se recibe en Almaden, por baligero, tres veces á la semana. prod.: trigo, cebada, centeno, garbanzos, lino y patatas; se mantiene ganado lanar, cabrio, vacuno y de cerda; y se cria caza de todas clases y colmenas. pobl.: 45 vec., 225 alm. cap. imp.: 125,000 rs. contr.: con inclusion de culto y clero 5,568 rs., 6 mrs. presupuesto municipal 7,500 del que se pagan 1,100 al secretario, y se cubre con el producto de la venta de yerbas de la deh. y otros terrenos de invernadero y agostadero.
Ha padecido esta v. grandes pérdidas, durante la pasada guerra civil, habiendo estado despoblada mas de 2 años.
(Madoz, 1849, p. 611)

Un enclave que pocos conocen, es la existencia de un campo de aviación que se construyó en tiempos de la Segunda República Española, y del cual aún se conserva la torre de control, un hangar, algunas oficinas y siete búnkeres, que son los que mejor estado de conservación mantienen.

### Orden del Sácer

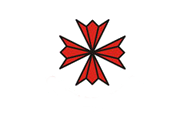
Cruz de la Orden del Sacer

En el siglo XVI, en 1595, se fundó la Orden de la Cruz del Sacer  por Alonso Rodríguez de Camargo, presbítero de la Orden de Calatrava y corregidor y alcalde mayor de Toledo, que unió dos cofradías hospitalarias existentes en la villa: la de la Vera Cruz y la de Santa Ana, que databan del año 1565. Al unirlas creó la Orden de la Cruz del Sacer. Esta conocida orden del Sacer no es una orden militar ni nobiliaria, es una hermandad de caballeros y damas que aúnan sus esfuerzos por atender a los peregrinos del camino de Guadalupe, hoy es una Archicofradía Hospitalaria de la Vera Cruz y de Santa Ana, para custodiar al Santísimo Sacramento del Altar, y para la guardia, custodia y hospital en el Camino de Fé y espiritualidad a Guadalupe asistiendo a peregrinos y necesitados. Actualmente la Orden sigue vigente, como Orden Magistral Caballeresca inscrita como Asociación Civil de base religiosa en el Ministerio del Interior del Reino de España y promueve la creación de asociaciones diocesanas con sus mismos fines por toda España y también en otros países de América y Europa. La más antigua de ellas la de SACER. CIUDAD REAL, que data del año 1992. También se dedica a cooperar en obras destinadas al desarrollo con la reseña SACER. ONG. La Orden cruza a Caballeros y Damas Archicofrades en personas que hayan sido significativas en asuntos humanitarios, religiosos o sociales; pero siempre tras superar un detallado proceso de Provanzas, tras cumplir detalladas obligaciones espirituales, hospitalarias y ceremoniales. La Orden ha recibido varios premios y el reconocimiento oficial de la Marina de Guerra de la República Dominicana. Está presente en España, Bolivia, Portugal, Panamá, México, Perú, Francia, Italia, Alemania y Tierra Santa a través de sus Lugartenencias Generales.

## Demografía
Saceruela cuenta con una población de 518 habitantes (INE 2024).
| Gráfica de evolución demográfica de Saceruela entre 1842 y 2021                                                     |
| |
| Población de derecho según los censos de población del INE Población de hecho según los censos de población del INE |

| 801           | 783 | 774 | 741 | 723 | 727 | 703 | 694 | 694 | 690 | 672 | 653 | 652 | 642 | 622 | 617 | 559 |
| (Fuente: INE) |     |     |     |     |     |     |     |     |     |     |     |     |     |     |     |     |

## Patrimonio
- Iglesia de Nuestra Señora de las Cruces:[2] construida en el siglo XIII, de estilo románico, es el edificio actualmente más emblemático del pueblo. Cuenta con el altar de la virgen y dos Capillas, la de la Vera Cruz y la de Santa Ana
- Puente romano: por ser muy antiguo o puente de los muertos, pues allí lavaban antaño las ropas de los difuntos, pero su arquitectura nos dice que es de la misma época que el castillo.
- Ruinas del castillo de Castilnegro: su construcción es anterior a la Reconquista.
- - Ermita de Nuestra Señora de las Cruces , en el Ojuelo, junto a la Cañada.
- - Ermita de Nuestra Señora de Guadalupe, en plaza de Guadalupe, salida camino de peregrinos a Guadalupe.

## Fiestas
- Fiesta de la Candelaria La Candelaria: se celebra el 2 de febrero.
- Fiesta de la Virgen de las Cruces, se celebra el 3 de mayo con función religiosa, y procesión.
- Romería de la Virgen de las Cruces: es la patrona de Saceruela. Su imagen con el niño en brazos representa el perdón. La romería se celebra el primer sábado de mayo.
- Feria y fiestas de agosto: del 1 al 6 de agosto.
- El Cristo del Consuelo (antiguamente Santísimo cristo de la Veracruz'): esta fiesta se celebra el 14 de septiembre.